# Vålåloffen
Vålåloffen är en svensk, fyrkantig kittost gjord på komjölk från Jämtland. Osten är en så kallad steppost, det vill säga en hårdost som kittbehandlas.
Vålåloffen är ätmogen redan efter två månaders lagring. För att kittostbakterierna, som ger den milda karakteristiska smaken, ska växa till tvättas osten med saltlake under tillverkningen.
Vålåloffen uppfanns vid Undersåkers mejeri som ingick i dåvarande Jämtlands mejeriförening vilken senare uppgick i Nedre Norrlands Producentförening (NNP). Det var en norsk ostmästare som döpte osten och namnet är en sammanslagning av förledet Vålå från Vålådalen och ordet loff som betyder limpa på norska (och även dialektalt i Jämtland) och anspelar på närheten till Norge. Den kom ut på marknaden 1954, men slutade tillverkas 1979 i samband med att mejeriet i Östersund anpassades till moderna tiders krav på rationalitet. Moderniseringen av mejeribranschen innebar dödsstöten för de ostar som krävde långsammare hantverksmässig hantering och dessa fasades ut till förmån för mer storskaligt producerade ostar. Av de 17 olika sorters ost som tillverkades i Jämtland år 1963 stod Vålåloffen för cirka 30 procent (drygt 1 miljon kg).
Numera har Vålåloffen börjat produceras för försäljning igen hos Åsbergets gårdsmejeri i Bräcke och Bränna Gårdsmejeri i Valsjöbyn.